# Joshua Radin
Joshua Radin er en singer/songwriter fra Cleveland, Ohio i USA.
Hans første single "Winter" blev brugt i tv-serien Scrubs. Senere er hans sange blevet brugt i mange andre amerikanske tv-serier som Grey's Anatomy, Brothers And Sisters, 90210, One Tree Hill, Bones og House.
"I'd Rather With You" er Joshua Radin's første single i UK, hvor den har været Record Of The Week hos Scott Mills.

## Diskografi
- We Were Here (2006)
- Simple Times (2009)
- The Rock on the Tide (2010)
- Underwater (2012)
- Wax Wings (2013)